# Karen Masters
Karen Masters (nacida en 1979) es una Profesora Asociada de Astrofísica interesada en la formación de la galaxia, que trabaja en el Haverford College, Pensilvania. Es científica de proyecto para el proyecto de ciencia ciudadana Galaxy Zoo, y utiliza las clasificaciones para estudiar la evolución de las galaxias.

## Educación
Masters nació en Birmingham y asistió a la King Edward VI College, Nuneaton. Se graduó en Física en la Universidad de Oxford en 2000. Recibió su doctorado en Astronomía por la Universidad de Cornell en 2005, titulado "Galaxy flows in and around the Local Supercluster", bajo la supervisión de Martha Haynes y Riccardo Giovanelli.

## Investigación
En 2005, Masters se trasladó a la Harvard University para trabajar como investigadora posdoctoral con John Huchra en un proyecto para hacer un mapa completo del Universo local. Masters "desveló el mapa 3-D más completo del universo local (hasta una distancia de 380 millones de años luz) jamás creado" en 2011 en la 218.º reunión de la Sociedad Astronómica Estadounidense. El mapa se creó usando datos de la Two-Micron All-Sky Survey.
Se trasladó al Instituto de Cosmología y Gravitación en la University of Portsmouth en octubre de 2008. Fue nombrada becaria IAU por la Gruber Foundation en 2008. En 2010, Masters recibió una beca Carrera Temprana Leverhulme, por un proyecto titulado "Do bars kill spiral galaxies?". Fue ascendida a Profesora numeraria senior en 2014 y profesora Asociada en 2015. Ha estado trabajando en astronomía extra-galáctica, y en 2018 fue nombrada Profesora Asociada por el Haverford College en Pensilvania.
Masters es la Científica Portavoz y la Directora para Educación y Compromiso Público para la Sloan Digital Sky Survey.

## Compromiso público
Masters coordina a los científicos investigadores para Galaxy Zoo, un proyecto de clasificación de galaxias de fuente colectiva. Ha aparecido en BBC Sky At Night.
Coordinó la página She's An Astronomer para Galaxy Zoo, recopilando las historias de mujeres astrónomas. En 2014, Masers ganó el Premio para la Ciencia Mujeres del Futuro. Ese mismo año, apareció en la lista de la BBC como una de las 100 mujeres top.